# Verdens største vindmølle
Verdens største vindmølle er en film instrueret af Mikkel Bo.

## Handling
Registrering af arbejdet med vindmøllebyggeriet på Tvindskolerne ved Ulfborg i årene 1975-78.